# Chris Beyrer
Chris Beyrer, né en 1959, est un médecin américain. Il est directeur du Duke Global Health Institute après avoir été professeur d'épidémiologie à la Johns Hopkins Bloomberg School of Public Health de Baltimore, Maryland, aux États-Unis. Il est président de l'International AIDS Society de 2014 à 2016,.

## Biographie
Beyrer est né à Berne, en Suisse, le fils de Charles Beyrer, un étudiant en médecine américain. La famille déménage ensuite à East Islip, New York, où Beyrer va à l'école. En 1981, il est diplômé en histoire des collèges Hobart et William Smith à Genève, New York. Il passe du temps en Asie à apprendre le bouddhisme.
Il est diplômé en médecine du State University of New York Downstate Medical Center à Brooklyn, New York, en 1988, et obtient une maîtrise en santé publique à Johns Hopkins en 1991. De 1992 à 1997, il est en Thaïlande, où il travaille sur la prévention du SIDA. Il retourne à Johns Hopkins en 1997.
À Johns Hopkins, Beyrer est professeur d'épidémiologie, de santé internationale et de santé, comportement et société. Il est directeur du programme international de formation et de recherche Hopkins Fogarty AIDS, et du Center for Public Health and Human Rights, qu'il fonde . Il est chercheur au Center for AIDS Research et directeur associé du Center for Global Health.
Beyrer est élu à l'Institut de médecine de l'Académie nationale des sciences des États-Unis en 2014.